# 유니언 스퀘어 (뉴욕)

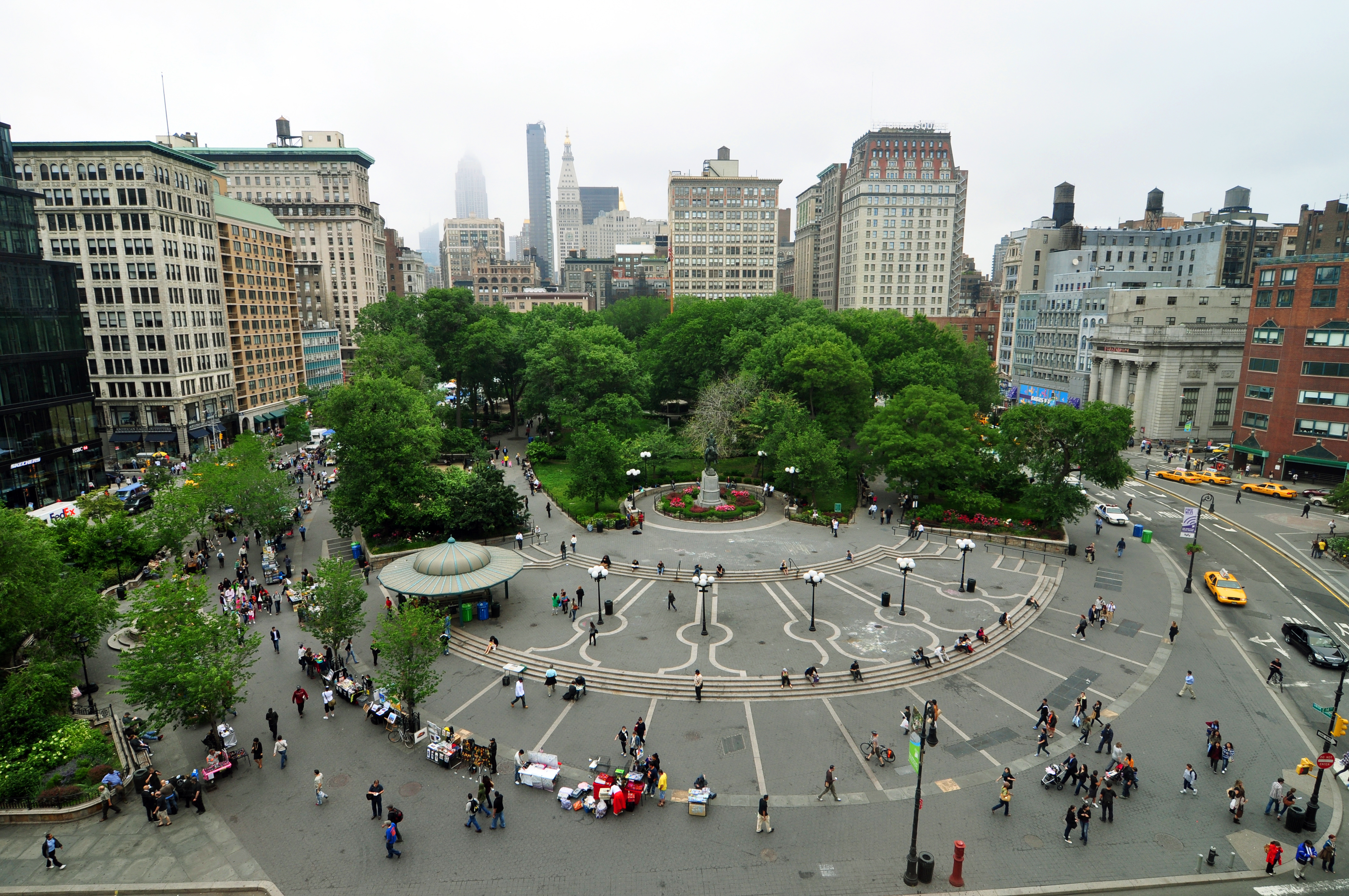
유니언 스퀘어

유니언 스퀘어(Union Square)는 뉴욕 맨해튼에 위치한 역사적인 공원이다. 휴식처로 널리 이용되고있다.

## 같이 보기
- 이스트사이드 (맨해튼)
- 그래머시파크
- 워싱턴 스퀘어 공원